# Großer Preis von Schweden
Der Große Preis von Schweden wurde bisher von 1973 bis 1978 sechsmal auf dem Scandinavian Raceway in Schweden ausgetragen.
Der Scandinavian Raceway befindet sich im Ort Anderstorp in der Gemeinde Gislaved im Südwesten der schwedischen Provinz Jönköpings län. Dort wurde die Rennstrecke auf dem Gelände des ehemaligen Flugplatzes von Anderstorp errichtet.
Besonderes Kennzeichen der Strecke sind mehrere enthaltene Kurven mit einem Bogen von 180° bis 200°.
Für die Jahre 1973 bis 1977 wird die Streckenlänge mit 4,018 km angegeben. Seit dem Jahr 1978 beträgt sie 4,031 km.
Rekordsieger sind der Tyrrell-Fahrer Jody Scheckter und der für Ferrari und Brabham angetretene Österreicher Niki Lauda mit je 2 Siegen in den Jahren 1974 und 1976 bzw. 1975 und 1978.

## Ergebnisse
| Auflage | Jahr          | Klasse                         | Strecke                        | Sieger                                    | Zweiter                                      | Dritter                                                                        | Pole-Position                    | Schnellste Runde                 |
| ------- | ------------- | ------------------------------ | ------------------------------ | ----------------------------------------- | -------------------------------------------- | ------------------------------------------------------------------------------ | -------------------------------- | -------------------------------- |
| I       | 1933          |                                | Norra Vram                     | Antonio Brivio (Alfa Romeo)               | Whitney Straight (Alfa Romeo)                | Eugen Bjørnstad (Alfa Romeo)                                                   | Börje Dahlin (Mercedes-Benz)     | Antonio Brivio (Alfa Romeo)      |
|         | 1934 bis 1948 | kein Großer Preis von Schweden | kein Großer Preis von Schweden | kein Großer Preis von Schweden            | kein Großer Preis von Schweden               | kein Großer Preis von Schweden                                                 | kein Großer Preis von Schweden   | kein Großer Preis von Schweden   |
|         |               |                                |                                |                                           |                                              |                                                                                |                                  |                                  |
| II      | 1949          |                                | Skarpnäck                      | Prinz Bira (Maserati)                     | unbekannt                                    | unbekannt                                                                      | unbekannt                        | unbekannt                        |
|         | 1950 bis 1954 | kein Großer Preis von Schweden | kein Großer Preis von Schweden | kein Großer Preis von Schweden            | kein Großer Preis von Schweden               | kein Großer Preis von Schweden                                                 | kein Großer Preis von Schweden   | kein Großer Preis von Schweden   |
|         |               |                                |                                |                                           |                                              |                                                                                |                                  |                                  |
| III     | 1955          | SW                             | Kristianstad                   | Juan Manuel Fangio (Mercedes-Benz)        | Stirling Moss (Mercedes-Benz)                | Eugenio Castellotti                                                            | unbekannt                        | unbekannt                        |
| IV      | 1956          | SW                             | Kristianstad                   | Phil Hill / Maurice Trintignant (Ferrari) | Peter Collins / Wolfgang von Trips (Ferrari) | Alfonso de Portago / Mike Hawthorn / Duncan Hamilton / Peter Collins (Ferrari) | Stirling Moss (Maserati)         | Peter Collins (Ferrari)          |
| V       | 1957          | SW                             | Kristianstad                   | Jean Behra / Stirling Moss (Maserati)     | Phil Hill / Peter Collins (Ferrari)          | Joakim Bonnier / Giorgio Scarlatti / Harry Schell / Stirling Moss (Maserati)   | Jean Behra (Maserati)            | Jean Behra (Maserati)            |
|         | 1958 bis 1966 | kein Großer Preis von Schweden | kein Großer Preis von Schweden | kein Großer Preis von Schweden            | kein Großer Preis von Schweden               | kein Großer Preis von Schweden                                                 | kein Großer Preis von Schweden   | kein Großer Preis von Schweden   |
|         |               |                                |                                |                                           |                                              |                                                                                |                                  |                                  |
| VI      | 1967          | F2                             | Karlskoga                      | Jackie Stewart (Matra)                    | Jochen Rindt (Brabham)                       | Jim Clark (Lotus)                                                              | Jochen Rindt (Brabham)           | Jochen Rindt (Brabham)           |
|         | 1968 bis 1972 | kein Großer Preis von Schweden | kein Großer Preis von Schweden | kein Großer Preis von Schweden            | kein Großer Preis von Schweden               | kein Großer Preis von Schweden                                                 | kein Großer Preis von Schweden   | kein Großer Preis von Schweden   |
|         |               |                                |                                |                                           |                                              |                                                                                |                                  |                                  |
| VII     | 1973          | F1                             | Anderstorp                     | Denis Hulme (McLaren-Ford)                | Ronnie Peterson (Lotus-Ford)                 | François Cevert (Tyrrell-Ford)                                                 | Ronnie Peterson (Lotus-Ford)     | Denis Hulme (McLaren-Ford)       |
| VIII    | 1974          | F1                             | Anderstorp                     | Jody Scheckter (Tyrrell-Ford)             | Patrick Depailler (Tyrrell-Ford)             | James Hunt (Hesketh-Ford)                                                      | Patrick Depailler (Tyrrell-Ford) | Patrick Depailler (Tyrrell-Ford) |
| IX      | 1975          | F1                             | Anderstorp                     | Niki Lauda (Ferrari)                      | Carlos Reutemann (Brabham-Ford)              | Clay Regazzoni (Ferrari)                                                       | Vittorio Brambilla (March-Ford)  | Niki Lauda (Ferrari)             |
| X       | 1976          | F1                             | Anderstorp                     | Jody Scheckter (Tyrrell-Ford)             | Patrick Depailler (Tyrrell-Ford)             | Niki Lauda (Ferrari)                                                           | Jody Scheckter (Tyrrell-Ford)    | Mario Andretti (Lotus-Ford)      |
| XI      | 1977          | F1                             | Anderstorp                     | Jacques Laffite (Ligier-Matra)            | Jochen Mass (McLaren-Ford)                   | Carlos Reutemann (Ferrari)                                                     | Mario Andretti (Lotus-Ford)      | Mario Andretti (Lotus-Ford)      |
| XII     | 1978          | F1                             | Anderstorp                     | Niki Lauda (Brabham-Alfa Romeo)           | Riccardo Patrese (Arrows-Ford)               | Ronnie Peterson (Lotus-Ford)                                                   | Mario Andretti (Lotus-Ford)      | Niki Lauda (Brabham-Alfa Romeo)  |
|         | seit 1979     | kein Großer Preis von Schweden | kein Großer Preis von Schweden | kein Großer Preis von Schweden            | kein Großer Preis von Schweden               | kein Großer Preis von Schweden                                                 | kein Großer Preis von Schweden   | kein Großer Preis von Schweden   |

| Legende   | Legende                                                                                              | Legende                                                     |
| Abkürzung | Klasse                                                                                               | Kommentar                                                   |
| --------- | --- | ----------------------------------------------------------- |
| F1        | Formel 1                                                                                             | Formel-1-Weltmeisterschaft ab 1950                          |
| F2        | Formel 2                                                                                             |                                                             |
| FL        | Formula libre                                                                                        | Fahrzeugklasse in der Regel vom Veranstalter ausgeschrieben |
| SW        | Sportwagen                                                                                           |                                                             |
| TW        | Tourenwagen                                                                                          |                                                             |
| GP        | Grand-Prix-Fahrzeuge                                                                                 |                                                             |
|           | ↓ Durchgehende graue Linien zeigen an, wann in der Geschichte auf einem neuen Kurs gefahren wurde. ↓ |                                                             |
|           | |                                                             |
|           | Einträge mit hellrotem Hintergrund waren keine Läufe zur Automobil- bzw. Formel-1-Weltmeisterschaft. |                                                             |
|           | Einträge mit gelbem Hintergrund waren Läufe zur Europameisterschaft.                                 |                                                             |